# セルゲイ・エセーニン
セルゲイ・アレクサンドロヴィッチ・エセーニン（ロシア語: Серге́й Алекса́ндрович Есе́нин、Sergei Alexandrovich Yesenin、1895年10月3日（ユリウス暦9月21日）- 1925年12月27日）は、ロシアの叙情詩人。20世紀のロシアで最も人気があり有名な詩人のひとり。

## 伝記

### 生い立ち
エセーニンはロシア帝国リャザン県コンスタンチノボで小作農の家庭に生まれ、幼少の頃は祖父の家で過ごし9歳の時から詩を書き始めた。
1912年、モスクワに転居し印刷会社の校正の仕事で生計を立てた。翌年、エセーニンは学外生としてモスクワ大学に入学し1年半学んだ。エセーニンの初期の詩はロシアの伝承に着想を得たものである。1915年、エセーニンはサンクトペテルブルクに転居しアレクサンドル・ブローク、セルゲイ・ゴロデツキー、ニコライ・クリューエフ、アンドレイ・ベールイらと知り合いになった。文壇でエセーニンの名が知られるようになったのは、サンクトペテルブルク滞在中のことであった。ブロークは特にエセーニンの初期のキャリアを手助けしてくれたという。

### 来歴
1916年、エセーニンは最初の詩集「招魂祭」（ラドゥニツァ、ロシア語: «Радуница»）を出版した。愛と人生についての心を打つ詩を集めた詩集で、エセーニンは当時ロシアで最も人気のある詩人の1人になった。エセーニンは1913年に出版社で一緒に働いていたアンナ・イズリャドノワと結婚し、息子ユーリを儲けた。
後年、エセーニンはサンクトペテルブルクでニコライ・クリューエフと出会い、それから2年間のほとんどの時間を一緒に過ごす等、親密な付き合いをした。近年の研究者は、男性であるクリューエフ宛のエセーニンのラブレターがあると推測している。1916年から1917年にかけて、エセーニンは軍務に就いたが、1917年に十月革命が起きるとすぐにロシアは第一次世界大戦から撤退した。革命はより良い生活をもたらすと信じられ、エセーニンもしばらくはそれを支持したが、すぐに幻滅し、The Stern October Has Deceived Me等の詩の中でしばしばボリシェビキの支配を批判している。

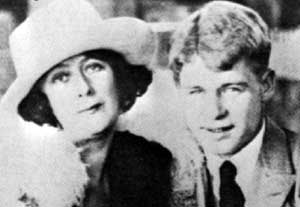
エセーニンとイサドラ・ダンカン。

1917年8月、エセーニンは後にフセヴォロド・メイエルホリドの妻となる女優のジナイダ・ライフと2度目の結婚をした。娘のタチアナと息子のコンスタンチンの2人の子供を儲けた。コンスタンチンは後に有名なサッカー統計学者となった。
1918年9月、エセーニンは「モスクワ文藝家社中」（ロシア語: «Московская Трудовая Артель Художников Слова», МТАХС）という自身の出版社を興した。
そして1918年、エセーニンはモスクワのイマジニストの結社結成に参加し、翌1919年の『宣言』の署名にも名を連ねているが、程なくその活動に絶望し、1924年には解散宣言に加わっている。この頃イマジニスト派の分裂は決定的となり、エセーニン没後の1927年、結社は解散した。
1921年秋、画家ゲオルギー・ヤクロフのスタジオを訪れた際、エセーニンはパリを拠点とするアメリカのダンサーイサドラ・ダンカンと出会った。イサドラはエセーニンより18歳年上で、ロシア語はほとんど喋れなかった。エセーニンも外国語は話せなかったが、彼らは1922年5月2日に結婚した。エセーニンは妻をヨーロッパとアメリカへの旅に連れていったが、この時点で既にエセーニンのアルコール使用障害は制御不能なほどに酷くなっていた。エセーニンはしばしば酒を飲み、激しく怒り出してホテルの部屋を破壊したりレストランで騒ぎを起こした。イサドラとの結婚期間は短く、1923年5月にエセーニンはモスクワに戻った。エセーニンはすぐに女優のアウグスタ・ミクラシェフスカヤと付き合い始め、民事婚していると噂されたが、イサドラとはまだ離婚が成立していなかった。
同年、イマジニストの詩人ナジェージダ・ヴォーリピンとの間に息子アレクサンドルができた。エセーニンはヴォーリピンとの間の子を認知しなかったが、長じたアレクサンドルはアレクサンドル・セルゲーエヴィチ・エセーニン＝ヴォーリピンと名乗り（セルゲーエヴィチは「セルゲイの息子」を意味する父称で、更に、父親の姓エセーニンを拝借している）、傑出した詩人になった。ヴォーリピンは1960年代にはアンドレイ・サハロフらとソビエト連邦に対する反体制運動にも参加した。アメリカに移住してからは数学者としても活躍した。

### 晩年と死
エセーニンの晩年の2年間は飲酒と奇行の毎日だったが、エセーニンの最も有名な詩もこの頃に作られた。1925年、エセーニンはレフ・トルストイの孫娘であるソフィア・トルスタヤと出会い、5度目の結婚をした。しかし、彼女はエセーニンを救おうと努力したがエセーニンは完全に神経衰弱に陥り、1カ月入院した。退院の2日後、エセーニンは自身の手首を切り自身の血で辞世の詩を書き、翌日レニングラードのアングレテール・ホテルの暖房配管から首を吊って自殺した。まだ30歳だった。但しこれは（ロシア革命を経て独裁政治実権を掌握していた共産党政府による）公式発表による死因であり、当のエセーニンが（共産党により政治的迫害・強制解党させられた左翼政党）社会革命党党員であった事から長年、謀殺説が囁かれている等、死の真相は未解明である。
エセーニンの遺体はモスクワのヴァガニコヴォ墓地に埋葬され、墓には白大理石の彫刻が飾られた。

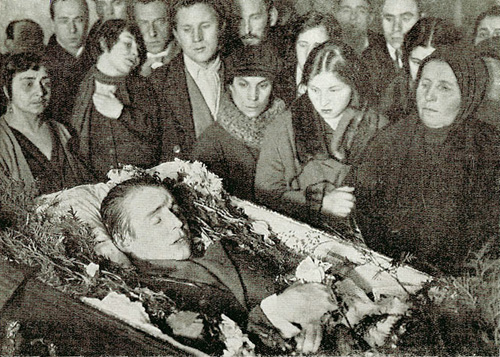
セルゲイ・エセーニンの埋葬。

S.A.エセーニン名称リャザン国立大学はエセーニンの名前にちなんでいる。

### 文化への影響
エセーニンはロシアで最も人気のある詩人の1人であり、盛大な国葬が行われたにもかかわらずエセーニンの著作のほとんどはヨシフ・スターリンとニキータ・フルシチョフの政権下でクレムリンにより禁書とされた。ニコライ・ブハーリンによるエセーニンの批判がこの決定に大きな影響を及ぼした。1966年に限り、エセーニンの作品の多くが再版された。
なお、エセーニンの詩はロシアの学校で教えられ、多くに音楽付けられポピュラー曲になっている(「関連項目」参照)。その早すぎる死は文学者の中には同情を示せないとする者もいるが、一般の人にとっては礼拝に値するものであり神秘的な印象の形成に役だっている。

### 主要作品
- The Scarlet of the Dawn /《Выткался на озере алый свет зари...》(1910)
- The high waters have licked /《Дымом половодье...》(1910)
- The Birch Tree / БЕРЁЗА (1913)
- Autumn / ОСЕНЬ (1914)
- A Song About a Dog / Песнь о собаке (1915)
- I'll glance in the field /《Гляну в поле, гляну в небо...》(1917)
- Wake Me Up Early Tomorrow /《Разбуди меня завтра рано...》(1917)
- Green Hair /《Зелёная причёска...》(1918)
- Inoniya / ИНОНИЯ(1918)　革命による農村救済を空想した作品との解釈が一般的だが[13][14]、「預言者エレミヤに捧ぐ」に始まり、旧新約聖書の表象と伝統的祈禱句が多用される。
- The Cantata / КАНТАТА (1918)
- I left the native home /《Я покинул родимый дом...》(1918)
- Hooligan / ХУЛИГАН (1919)　後に連作『自堕落者の懺悔』(1924)にも収録。
- Hooligan's Confession / ИСПОВЕДЬ ХУЛИГАНА (1920)　後に同一タイトルの連作『自堕落者の懺悔』(1924)にも収録。
- Prayer for the First Forty Days of the Dead / СОРОКОУСТ (1920)　後に連作『自堕落者の懺悔』(1924)にも収録。
- I am the last poet of the village /《Я последний поэт деревни...》(1920)
- I don't pity, don't call, don't cry /《Не жалею, не зову, не плачу...》(1921)　詩集「酒場のモスクワ」(1924)にも最終位置の作品として収録。今日でも愛誦される作品の一つ。
- Pugachev / ПУГАЧЁВ (1921)　「プガチョーフの乱」を題材とした台詞劇形式の長詩。
- Land of Scoundrels / 悪党の国（ロシア語版） (1923)　戯曲形式の長詩。農民の圧倒的な支持を集めた無政府主義者マフノ[15]の革命後の反乱に着想を得る(主人公は匪賊ノマフ)。
- One joy I have left (1923)
- Homecoming / ВОЗВРАЩЕНИЕ НА РОДИНУ (1924)　革命後の故郷への微かな失望が描かれる。
- Lenin / ЛЕНИН (1924)　1924年1月のレーニンの死を受けて書かれる。長詩 Wander-the-Field /《Гуляй-поле》の一部。
- A Letter to Mother / ПИСЬМО МАТЕРИ（ ПИСЬМО К МАТЕРИ と表記された版も有り) (1924)
- Russ of the Soviet / РУСЬ СОВЕТСКАЯ (1924)
- A Gold Grove Ceased Chatting /《Отговорила роща золотая...》(1924)
- The Ballade About Twenty Six Men / БАЛЛАДА О ДВАДЦАТИ ШЕСТИ (1924)
- Confessions of a Hooligan / ИСПОВЕДЬ ХУЛИГАНА (1924)　全9作から成る連作。同一タイトルの詩『 ИСПОВЕДЬ  ХУЛИГАНА(自堕落者の懺悔)』(1920)を始め、『自堕落者』(1919)、『ソロコウスト』(1920)などを収録。
- Tavern Moscow / МОСКВА КАБАЦКАЯ (1924)　全6作から成る連作。同一タイトルの詩集「(酒場のモスクワ)」(1924)に、『自堕落者の恋』『私は嘆くまい』などと共に収録された。
- A Hooligan's Love / ЛЮБОВЬ ХУЛИГАНА (1924)　全7作から成る連作。アウグスタ・ミクラシェフスカヤに捧げられる。詩集「酒場のモスクワ」(1924)に収録。
- Russ Passing Away / РУСЬ УХОДЯЩАЯ (1924)
- A Letter to a Woman / ПИСЬМО К ЖЕНЩИНЕ (1924)
- The Persian Motifs / ПЕРСИДСКИЕ МОТИВЫ (1924-1925)　全15作から成る連作。
- Anna Snegina / АННА СНЕГИНА (1925)　長編物語詩。革命後の激動の農村を描く。
- Desolate and Pale Moonlight /《Неуютная жидкая лунность...》(1925)
- To Kachalov's Dog / СОБАКЕ КАЧАЛОВА (1925)
- Flowers Whisper "Farewell" to Me /《Цветы мне говорят - прощай...》(1925)
- The Black Man / ЧЁРНЫЙ ЧЕЛОВЕК (1925脱稿)[14]　ダンカンとの結婚生活の行き詰まりが強く反映された作品。日本語では『不吉の人』と訳されることが多い。
- O My Bare and Icy Maple Tree /《Клён ты мой опавший, клён заледенелый...》(1925)　この詩による歌曲は、作曲者不明の民謡旋律によるものが最も有名。
- You Neither Love nor Pity Me /《Ты меня не любишь, не жалеешь...》(1925)
- Goodbye, my friend, goodbye /《До свиданья, друг мой, до свиданья...》(1925) （辞世の詩）